# Luigi Bongiovanni
Pour les articles homonymes, voir Bongiovanni.
Luigi Bongiovanni (Reggio d'Émilie, 8 décembre 1866 - Rome, 4 avril 1941) était un général et homme politique italien.
Il a été, pendant la Première Guerre mondiale, commandant du VIIe corps d'armée pendant la bataille de Caporetto, puis de l'armée de l'air (Aeronautica militare) jusqu'à la fin du conflit. En juillet 1919, il devient commandant du corps expéditionnaire italien en Anatolie (Corpo di spedizione italiano in Anatolia) et, en 1923, gouverneur de la Cyrénaïque où il dirige les premières opérations militaires de reconquête de la colonie. En 1929, il est nommé sénateur du Royaume.

## Biographie
Il est né à Reggio d'Émilie le 8 décembre 1866, fils de Giuseppe et Carolina Bigliardi. Après ses études, d'abord au Collège militaire de Milan, puis à l'Académie royale militaire d'artillerie et de génie de Turin, il est nommé sous-lieutenant (sottotenente) dans le corps d'artillerie en 1896. Il a fréquenté l'école de guerre en 1898 et a ensuite rejoint l'état-major général en tant que capitaine (capitano). Entre 1901 et 1905, il prend part à la mission italienne en Chine (Corpo di spedizione italiano in Cina), chargée de participer à la répression de la rébellion des Boxers, et se rend ensuite au Japon. Entre 1911 et 1914, il se trouve en Cyrénaïque où il participe à la guerre italo-turque en tant que chef d'état-major de la 2e division spéciale. Au cours de ce conflit, il obtient une médaille d'argent de la valeur militaire et une promotion au grade de lieutenant-colonel (tenente colonnello) pour mérite de guerre en novembre 1912. En 1914, il est envoyé à Berlin en tant qu'attaché militaire auprès de l'ambassade italienne locale, poste qu'il occupe jusqu'à l'année suivante, pendant la période de neutralité italienne. Très apprécié par les autorités militaires allemandes, il donne dans ses rapports envoyés à Rome une image fidèle de l'attitude des officiers allemands face à la guerre de position. Au cours de l'année 1915, il est promu au grade de colonel (colonnello).

### Première Guerre mondiale
L'entrée dans la Première Guerre mondiale du royaume d'Italie le 24 mai le voit chef d'état-major du VIe puis du IIe corps d'armée. En mai 1916, il prend le commandement de la brigade d'Ancône, se distinguant dans la défense du saillant du Trentin et obtenant la croix de chevalier de l'ordre militaire de Savoie lors de la bataille de Monte Novegno (12-13 juin 1916) et une seconde médaille d'argent de la valeur militaire pour les combats de Vallarsa (25 juin-12 juillet 1916). En août de la même année, il prend le commandement de la brigade de Florence (127e et 128e régiments), opérant dans le secteur de Plava, et est promu au rang de major-général (maggior generale). En mai 1917, il devient commandant de la 3e division, avec laquelle il participe aux batailles du Mont Kuk, du Mont Vodice et de Bainsizza. Le 7 octobre de la même année, il est mis à la tête du VIIe corps d'armée appartenant à la 2e armée sous le commandement du général Luigi Capello. Peu de temps après avoir reçu l'affectation, le VIIe corps d'armée était destiné à se déployer en deuxième ligne dans la zone de Caporetto, avec la tâche d'assurer la continuité entre le IVe corps d'armée du général Alberto Cavaciocchi, positionné à cheval sur le massif du monte Nero, et le XXVIIe corps d'armée du général Pietro Badoglio, placé devant Tolmino.
À la veille de l'attaque austro-allemande, le VIIe corps d'armée n'avait pas encore terminé le déploiement de ses divisions nouvellement assignées. sur les hauteurs de la droite de l'Isonzo. Le commandement du VIIe corps d'armée se plaint de l'insuffisance des liaisons avec les commandements de Badoglio et de Cavaciocchi et de l'indétermination des secteurs opérationnels respectifs. De plus, le commandant du VIIe corps d'armée n'a pas été invité à une réunion tenue à son poste de commandement à Carraria, à laquelle assistaient Cadorna, Capello et Badoglio. Le 24 octobre, les troupes austro-allemandes, ayant rapidement dépassé les lignes du XXVIIe corps d'armée de Badoglio, défont facilement les troupes du VIIe corps d'armée, profitant d'une surprise tactique et d'un terrain favorable. Le VIIe corps d'armée est submergé une unité à la fois, cessant pratiquement d'exister en tant que grande unité le jour suivant, malgré ses faibles tentatives de contre-manœuvre avec les maigres réserves disponibles.
Le 29 octobre, les troupes survivantes ont traversé le Tagliamento à Piniano. Le VIIe corps d'armée est dissous à la fin du mois de novembre et il est affecté au commandement de la 69e division, occupant ce poste jusqu'en février 1918. La Commission d'enquête sur la défaite de Caporetto n'a pas censuré ses actions, le considérant comme une victime de la surprise tactique ennemie, tout comme Badoglio.
En mars de la même année, il prend le commandement de l'armée de l'Aeronautica italiana, relevant directement du Commandement suprême (Comando Supremo), alors dirigé par le général Armando Diaz. Dans cette nouvelle fonction, il révèle de remarquables talents d'organisateur, associant son nom au moment le plus heureux pour l'aviation italienne. Même s'il est un fervent partisan de l'utilisation massive des avions, il donne son assentiment à des exploits spectaculaires comme le survol de Vienne par Gabriele D'Annunzio le 9 août 1918, avec lequel il est lié d'amitié et entretient même une correspondance. Sous sa direction, la formation des pilotes et du personnel au sol est particulièrement soignée. Afin d'utiliser au mieux les possibilités opérationnelles des spécialités de bombardement et de chasse, il demande et obtient la création d'une force aérienne de bombardement et d'une force aérienne de chasse. La reconnaissance stratégique et surtout tactique est intensifiée,.
Il quitta l'armée de l'air en mars 1919, élevé entre-temps au rang de lieutenant général (tenente generale), devenant pour une courte période gouverneur des îles du Dodécanèse et commandant supérieur du corps expéditionnaire italien en Méditerranée orientale (Corpo di spedizione italiano in Anatolia), avec quartier général à Rhodes. Il était commandant de ce corps expéditionnaire 15 000 personnes, et divisée en plusieurs départements, et missions, pendant une courte période, du 14 juillet au 22 août, car il est rappelé en Italie, remplacé par le général Vittorio Elia, car il a été censuré par la Commission d'enquête sur la défaite de Caporetto. Au cours de l'année 1920, il quitte le service actif.

### Gouverneur de la Cyrénaïque
En décembre 1922, il est rappelé au service, nommé gouverneur de la Cyrénaïque le 7 janvier 1923 avec pour mission spécifique de mener à bien la reconquête italienne de la région. En Cyrénaïque, le contrôle italien se limite à une étroite bande côtière, et le parlement local de Benghazi, sous la présidence du sanoussi Safī ad Dīn, cherche à obtenir une autonomie plus large que celle que la signature du traité d'er-Regima reconnaît à la région. Il met immédiatement en œuvre la nouvelle ligne politique préparée par Luigi Federzoni en dénonçant les pactes précédemment signés et proclame immédiatement l'état de siège. Devant le refus de Safī ad Dīn de respecter les précédents accords de Bū Mariam, signés le 30 octobre 1921, il entame immédiatement des opérations militaires, réoccupant le sud bengali jusqu'à Agedabia, où il déclare la déchéance des accords avec la Sanousiyya, poursuivant les opérations militaires. Le 22 juillet 1923, il est élevé au rang de général de corps d'armée (generale di corpo d'armata).
Au début de 1924, un grave accident de vol l'oblige à quitter le gouvernorat le 24 mai de la même année. Retraité, le 7 mai 1929. il est nommé sénateur du royaume d'Italie. Nommé  membre du Conseil supérieur des Colonies (à partir de 1927 président de section), entre 1930 et 1935 il est commissaire royal de l'Institut agronomique de l'Afrique italienne, membre de la Commission pour les affaires de l'Afrique italienne et membre de la Commission pour le jugement de la Haute Cour de Justice. Il continue toujours à s'occuper des problèmes coloniaux. et militaires, contribuant également à diverses revues, dont Nuova antologia.
Il est mort à Rome le 4 avril 1941.

### Fonctions politiques - administratives
- Gouverneur des îles du Dodécanèse
- Gouverneur de la Cyrénaïque (7 janvier 1923-16 juin 1924)

### Fonctions et titres
- Membre de la Société italienne de géographie (1919)

### Commissions sénatoriales
- Membre de la Commission des finances (17 avril 1939-4 avril 1941)
- Membre de la Commission des affaires italo-africaines (17 avril 1939-4 avril 1941)
- Membre de la Commission de jugement de la Haute Cour de justice (25 janvier 1940-4 avril 1941)
- Membre du Haut Conseil colonial (10 décembre 1930-16 décembre 1932)

## Distinctions honorifiques
- Chevalier de l'ordre militaire de Savoie

- Lieutenant Colonel de l'artillerie. Commandant de brigade : Assumant, dans des conditions extrêmement difficiles, le commandement d'une brigade, durement éprouvée lors des batailles précédentes et largement reconstituée avec des bataillons en marche, il l'a ramenée au feu après vingt jours et, par l'exemple et la parole, il a encouragé les unités les plus vigoureusement attaquées à regagner la position qui lui avait été confiée, bien que ses régiments aient perdu environ un tiers de leur efficacité. Monte Giove del Novegno, 12-13 juin 1916. - Arrêté royal du 5 août 1917
- Médaille d'argent de la valeur militaire

- Le chef d'état-major de la 2e division spéciale a débarqué avec les premières troupes, sous le feu de l'ennemi, et a aidé efficacement le commandant de l'avant-garde du débarquement à réorganiser les unités et à les déployer devant l'ennemi. Il a spontanément participé à une opération risquée pour sauver deux canons de la Regia Marina, contribuant ainsi à son succès. Benghazi, 19 octobre 1911.
- Médaille d'argent de la valeur militaire

- Après une longue série d'opérations habilement conduites dans son propre secteur, il a su, avec une admirable promptitude de décision, avec calme et énergie, avec intelligence et vaillance, rétablir une situation sérieusement compromise en un point du front par une violente contre-attaque ennemie, et il a réussi non seulement à réoccuper ce tronçon, mais aussi à élargir et à améliorer l'ensemble du front. Vallarsa, 25 juin-16 juillet 1916.
- Médaille d'argent de la valeur militaire
- Croix du Mérite de guerre
- Chevalier de l'ordre de la Couronne d'Italie - 8 juin 1905[27]
- Commandeur de l'ordre de la Couronne d'Italie - 4 juin 1914[27]
- Grand officier de l'ordre de la Couronne d'Italie - 8 août 1921[27]
- Chevalier de grand-croix de l'ordre de la Couronne d'Italie - 18 avril 1931[27]
- Chevalier de l'ordre des Saints-Maurice-et-Lazare - 14 janvier 1916[27]
- Officier de l'ordre des Saints-Maurice-et-Lazare - 31 mai 1919[27]
- Commandeur de l'ordre des Saints-Maurice-et-Lazare - 18 décembre 1921[27]
- Grand officier de l'ordre colonial de l'Étoile d'Italie - 26 avril 1923[27]
- Chevalier de grand-croix de l'ordre colonial de l'Étoile d'Italie - 1er mai 1924[27]
- Croix d'or pour l'ancienneté de service
- Médaille du mérite mauricienne pour une carrière militaire de 10 ans
- Médaille commémorative de la campagne de Chine
- Médaille commémorative de la guerre italo-turque 1911-1912
- Médaille commémorative de la guerre italo-autrichienne 1915-1918
- Médaille italienne de la Victoire interalliée
- Médaille commémorative de l'Unité italienne
- Avancement par le mérite de la guerre - décret du Commandement suprême du 1er mars 1919[28]

## Publications
- Bombardamenti dal cielo, dans Nuova antologia 16 février 1932.
- La "Marna": giudizi in contrasto, dans Nuova antologia, 16 janvier 1934.
- Problemi dell'Etiopia italiana, dans Nuova antologia, 1er juin 1936.